# Celebrity Silhouette
Celebrity Silhouette — четвёртое круизное судно класса Solstice в собственности компании Celebrity Cruises Ltd. и эксплуатируемое оператором Celebrity Cruises было построено в 2011 г. в Германии в Папенбурге и совершает круизы в Средиземном море.
Судами-близнецами являются Celebrity Solstice, Celebrity Eclipse, Celebrity Equinox и Celebrity Reflection.

## История
Киль судна под заводским номером 679 
был заложен на верфях Meyer Werft в Папенбурге по заказу пароходства Celebrity Cruises. 29 мая 2011 г. судно вывели из дока на дооборудование и 30 июня - 1 июля 2011 г. судно по Эмсу перегнали в Эмсхафен, для чего уже начиная с обеда 30 июня начали затапливать Эмс с помощью плотины. 18 июля 2011 г., после ходовых испытаний, судно было официально передано пароходству, которое перегнало судно в Гамбург, где и состоялась 21 июля 2011 г. церемония крещения. Крёстной матерью стала американка Мишель Морган (Michelle Morgan), исполнительный директор и президент Signature Travel Network. Сразу после крещения судно вместе с приглашёнными гостями совершило небольшую прогулку на 2 ночи, а 23 июля 2011 г. в Гамбурге начался официальный первый рейс Celebrity Silhouette, который привёл судно в Чивитавеккья под Римом.

## На борту
Бары, рестораны, Интернет-кафе, магазины, казино, аквапарк и многое другое к услугам более чем 2800 пассажиров. Изюминкой является газон со свежей зелёной травой, площадью 2000 м² в Lawn Club на верхней палубе. Кроме того на борту имеется шесть прогулочных судов.